# Ростопчины
Ростопчины́ (Растопчины) — графский и два дворянских рода.
При подаче документов (24 января 1687) для внесения рода в Бархатную книгу, была предоставлена родословная роспись Ростопчиных, кормлённая жалованная грамота Василия III Константину Матвеевичу Ростопчину на волость Озёра Торопецкого уезда (1505-1533) и наказная память Разрядного приказа (1607/08).
Род внесён в V и VI части родословных книг Московской и Новгородской губерний.

## Происхождение и история рода
1. Происходит, по сказаниям древних родословцев, от крымского татарина Давыда Рабчака жившего в начале XV века, сын которого, Михаил Давыдович по прозванию Ростопча, выехал из Крыма в Москву (около 1432) к великому князю Василию Ивановичу.  Немир Григорьевич Ростопчин убит при взятии Казани (02 октября 1552). Андрей Меншич погиб на службе (1579), Григорий Дмитриевич под Москвою (1618). Пётр Васильевич Ростопчин, офицер Преображенского полка, во время Шведской войны, командуя шлюпкой, был окружен 3-мя неприятельскими кораблями и не желая сдаться. взорвал себя (13 августа 1789). Потомки их служили по Твери, Клину и Ржеву, а в XVII веке — и по Москве.
2. От крымского вельможи, крестившегося с именем Фёдора. Его сын Борис имел прозвище Растопча и выехал из Крыма в начале XVI века на службу к Василию III Ивановичу. Высоко по службе не поднимались, служа головами и воеводами[3].

#### Известные представители дворян Ростопчиных
- Ростопчин Клементий Безсонович - тульский городовой дворянин (1627-1629).
- Ростопчин Андрей Александрович - московский дворянин (1636-1640).
- Ростопчин Андрей Юрьевич - стряпчий (1636-1658), воевода в Боровске (1638), в Черни (1646-1647).
- Ростопчин Иван Дмитриевич - московский дворянин (1658-1668).
- Ростопчин Назар Иванович - стольник (1692)[4][5].

## Графы Ростопчины
По указу императора Павла I (22 февраля 1799), Фёдор Васильевич Ростопчин, за отличное усердие и труды, пожалован в графское достоинство Российской империи, которое распространяется и на его детей и весь род их мужского и женского пола. Герб графов Ростопчиных утверждён (15 марта 1799).

#### Известные представители графского рода
- Граф (с 1799) Ростопчин, Фёдор Васильевич (1763—1826) — русский государственный деятель, Московский градоначальник, генерал-губернатор Москвы, писатель, публицист.
- Ростопчина, Екатерина Петровна (урождённая Протасова, 1776—1859) — русская писательница, супруга предыдущего
- Граф Ростопчин, Сергей Фёдорович (1794—1836) — сын предыдущих, масон, штабс-ротмистр, участник войны 1812 года.
- Граф Ростопчин, Андрей Фёдорович (1813—1892) — брат предыдущего, меценат и коллекционер.
- Графиня Сегюр, Софья Фёдоровна (урождённая Ростопчина; 1799—1874) — сестра предыдущего, французская детская писательница русского происхождения.
- Графиня Ростопчина, Евдокия Петровна (урождённая Сушкова, 1811—1858) — русская поэтесса, переводчица, драматург и прозаик, жена графа Андрея Фёдоровича (1813—1892), невестка Фёдора Васильевича.
- Графиня Ростопчина, Лидия Андреевна (1838—1915) — русская и французская писательница, дочь графа Андрея Фёдоровича.

## Описание гербов

#### Герб. Часть II. № 72.
Герб рода Ростопчиных: щит разделён на четыре части, из которых в первой части, в голубом поле, видна выходящая из облака рука, в серебряных латах облачённая. с мечом (польский герб Малая Погоня). Во второй части, в красном поле, серебряный полумесяц, рогами обращённый в правую сторону. В третьей части, в красном поле, три серебряные звезды шестиугольные (польский герб Карп). В четвёртой части, в голубом поле, изображены два горящих пламенем сердца, серебром означенные. Щит увенчан обыкновенным дворянским шлемом с дворянской на нём короной и тремя страусовыми перьями. Намёт на щите голубой и красный, подложенный серебром.

#### Герб. Часть  IV. № 12.
Герб графов Ростопчиных: щит, разделённый на четыре части, посередине имеет золотой щиток, в котором находится чёрный двуглавый Орёл Коронованный, с изображением на груди в пурпуровом поле имени Государя Императора Павла I. В первой части в голубом поле видна выходящая из Облака Рука в серебряных Латах с Мечом и перед нею серебряный же полумесяц. Во второй в красном поле Петух (польский герб Кур). В третьей в красном же поле сидящая Собака. В четвёртой части, в голубом поле, между трёх шестиугольных серебряных 3вёзд соединены два серебряных Сердца, горящих пламенем.
Щит покрыт Графскою короною, с тремя на оной поставленными серебряными шлемами, увенчанными каждый Графскою же короною, на поверхности коих изображены: на первом золотой Крест, на среднем до половины выходящий чёрный двуглавый Орёл, а на третьем Шлеме серебряный Якорь. Намёт на Щите голубого и красного цвета, подложенный серебром. Щитодержатели: с правой стороны Воин в серебряных Латах, а с левой Лошадь. Внизу щита девиз: «ЧЕСТИЮ и ВЕРНОСТИЮ».